# CASA 2.111
El CASA 2.111 Pedro (Pere en castellà) fou un bombarder i transport desenvolupat per la companyia espanyola Construcciones Aeronáuticas S.A. com a derivació directa i sota llicència de l'aparell alemany Heinkel He 111H-16. Tot i ésser constructivament similar, estava millor armat i les últimes unitats equipades amb motors com els Rolls-Royce Merlin 500-20.

## Disseny i desenvolupament
El projecte sorgí del desig d'actualitzar i modernitzar la flota de He 111B que el Tercer Reich alemany havia enviat al bàndol nacional durant la Guerra Civil espanyola. Inicialment s'adquiriren variants He 111E-1 d'Alemanya però, les creixents dificultats productives i logístiques d'aquesta conforme evolucionava la Segona Guerra Mundial feren que l'any 1940 el règim franquista, emprant l'empresa nacionalitzada CASA, comprara la llicència de producció per 200 unitats He 111H-16 de construcció enterament nacional als tallers sevillans de l'empresa. No obstant això diversos problemes feren que l'aparell no s'enlairés fins a 1945. Principalment les dificultats per adquirir els motors Junkers Jumo 211F-2. Finalment 117 d'aquests hagueren de ser comprats a França però la dificultat per adquirir recanvis feren que les últimes unitats foren adaptades als motors Rolls Royce Merlin 500-20 més moderns i potents.
Ambdues plantes motrius donaren lloc a variants de bombardeig, reconeixement, transport i entrenament.

## Història operacional
El primer vol d'un CASA 2.111 es realitzà amb èxit el 23 de maig de 1945, aquest anava equipat amb motors Junkers Jumo 211F-2 però, la fi de la Segona Guerra Mundial feu impossible adquirir-ne més així que l'any 1956 es decidí emprar els motors Rolls-Royce Merlin 500-20 com a alternativa. Un total de 173 d'aparells bombardeig i reconeixement foren instal·lats amb aquests nous motors rebent les designació B i D respectivament. Per fer espai als motors s'instal·laren góndoles noves derivades del model britànic emprat en avions com el Bristol Beaufighter II o l'Avro Lancaster.
Algunes unitats foren emprades a la Guerra d'Ifni en rols de transport i suport aeri proper abans d'ésser retirades durant la dècada dels seixanta. Els aparells emprats al transport civil romangueren operatius fins a la dècada dels setanta. Tot i que la majoria d'unitats foren desballestades, com a mínim 14 aparells foren comprats per entusiastes o museus en un intent de preservar les últimes iteracions del cèlebre bombarder alemany.

## Variants

### 2.111A
Variant inicial equipada amb motors Jumo 211F-2.

### 2.111B
Adaptació de l'anterior als motors Rolls-Royce Merlin 500.

### 2.111C
Versió 2.111A desenvolupada per dur a terme reconeixement. Equipada amb material fotogràfic.

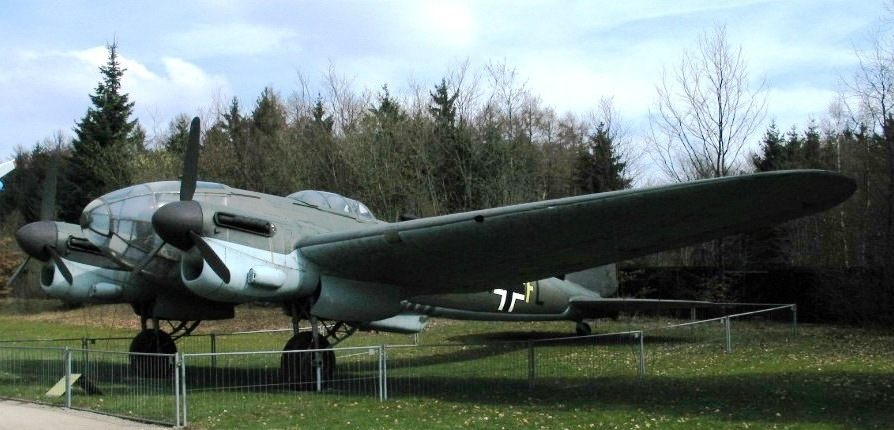
CASA 2.111D al Flugausstellung Hermeskeil amb la coloració típica de la Luftwaffe durant la Segona Guerra Mundial.

### 2.111D
Subvariant de 2.111B emprada pel reconeixement.

### 2.111E / 2.111T8
Única variant d'ús civil. Amb capacitat per 8 passatgers.

### 2.111F
Variant d'entrenament amb control duplicat.

## Especificacions (2.111B)

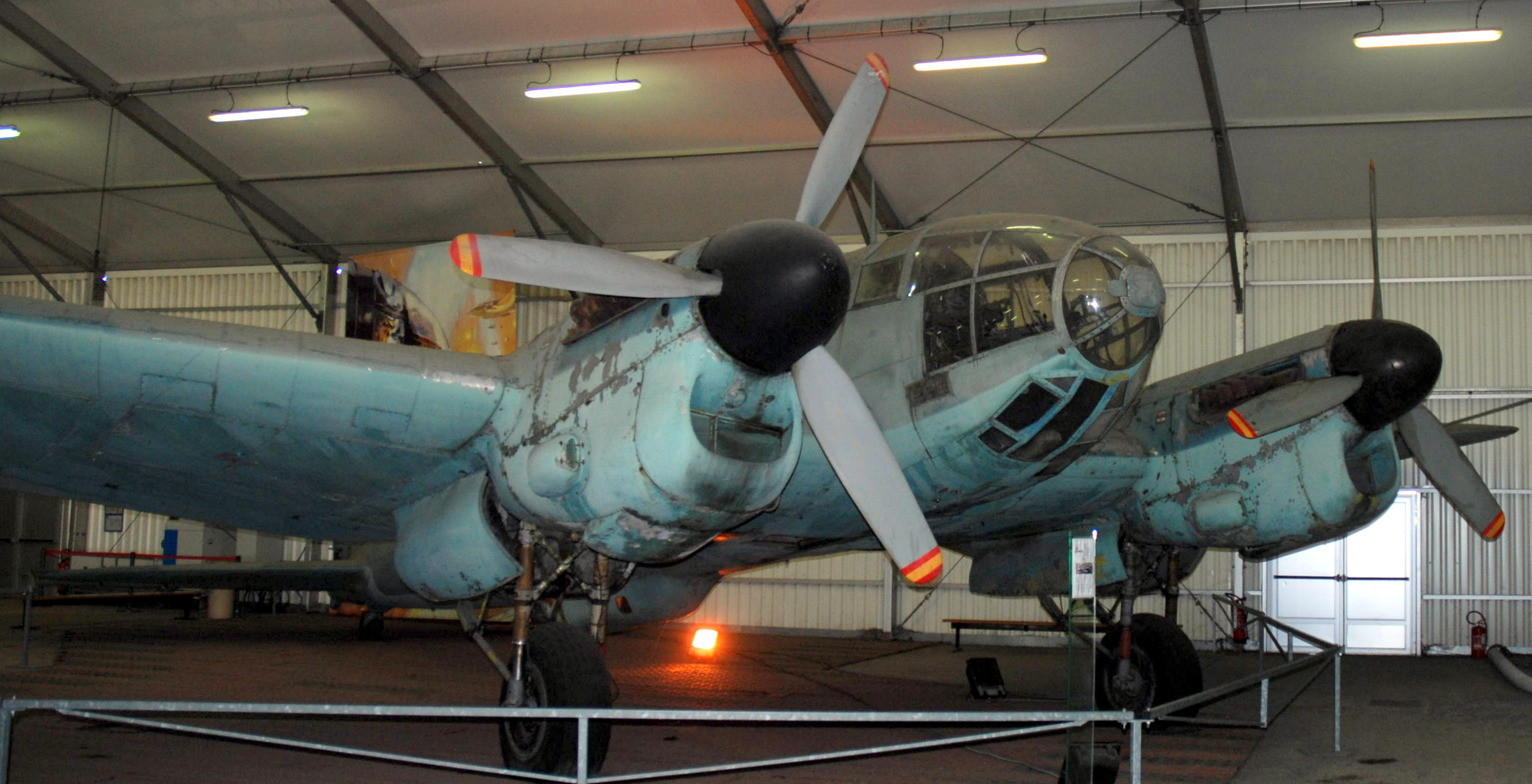
CASA 2.111 al Musée de l'Air et de l'Espace de Le Bourget.

## Especificacions (2.111B)[4]

### Característiques generals
- Tripulació: 5
- Longitud: 16,4 m
- Envergadura: 22,5 m
- Altura: 3,9 m
- Superfície alar: 86,5 m²
- Pes màxim: 14.000 kg
- Planta motriu: 2 motors Rolls-Royce Merlin 500-29 de 1.179 kW (1600 CV) en V12 amb refrigeració líquida.

### Rendiment
- Velocidad màxima: 440 km/h a 4.500 m
- Rang: 1.950 km
- Sostre: 7.800 m

## Curiositats
- De forma similar als HA-1112 en el paper de Bf 109, alguns CASA 2.111 foren emprats per representar He 111 a diverses pel·lícules bèl·liques com ara La Batalla d'Anglaterra i Patton.
- Un dels pocs exemplars conservats capaços d'enlairar-se, i suposadament l'exemplar que feu servir el general Francisco Franco, es va estavellar el 10 de juliol de 2003 durant un intent d'aterratge a l'Aeroport Municipal de Cheyenne provocant la mort dels seus dos tripulants.[5]